# Discrimination pour précarité sociale
La discrimination pour précarité sociale est une forme de discrimination motivée par la vulnérabilité socio-économique des victimes. 

## Droit par pays

### Canada

#### Québec
En droit québécois, la discrimination pour cause de condition sociale à l'article 10 de la Charte des droits et libertés de la personne est comprise par les tribunaux comme englobant la discrimination pour précarité sociale.  
Par exemple, dans l'affaire Commission des droits de la personne et des droits de la jeunesse (Tchakondo et une autre) c. Brodeur-Charron, une locatrice refuse de louer à des étudiants au doctorat en raison de leur précarité socio-économique et elle a été condamnée par le Tribunal des droits de la personne en vertu des articles 10 et 12 CDLP.

### France
En France, un 21e critère de discrimination a été ajouté dans le code pénal le 14 juin 2016 reconnaissant les discriminations pour cause de précarité sociale.